# 東方飯店

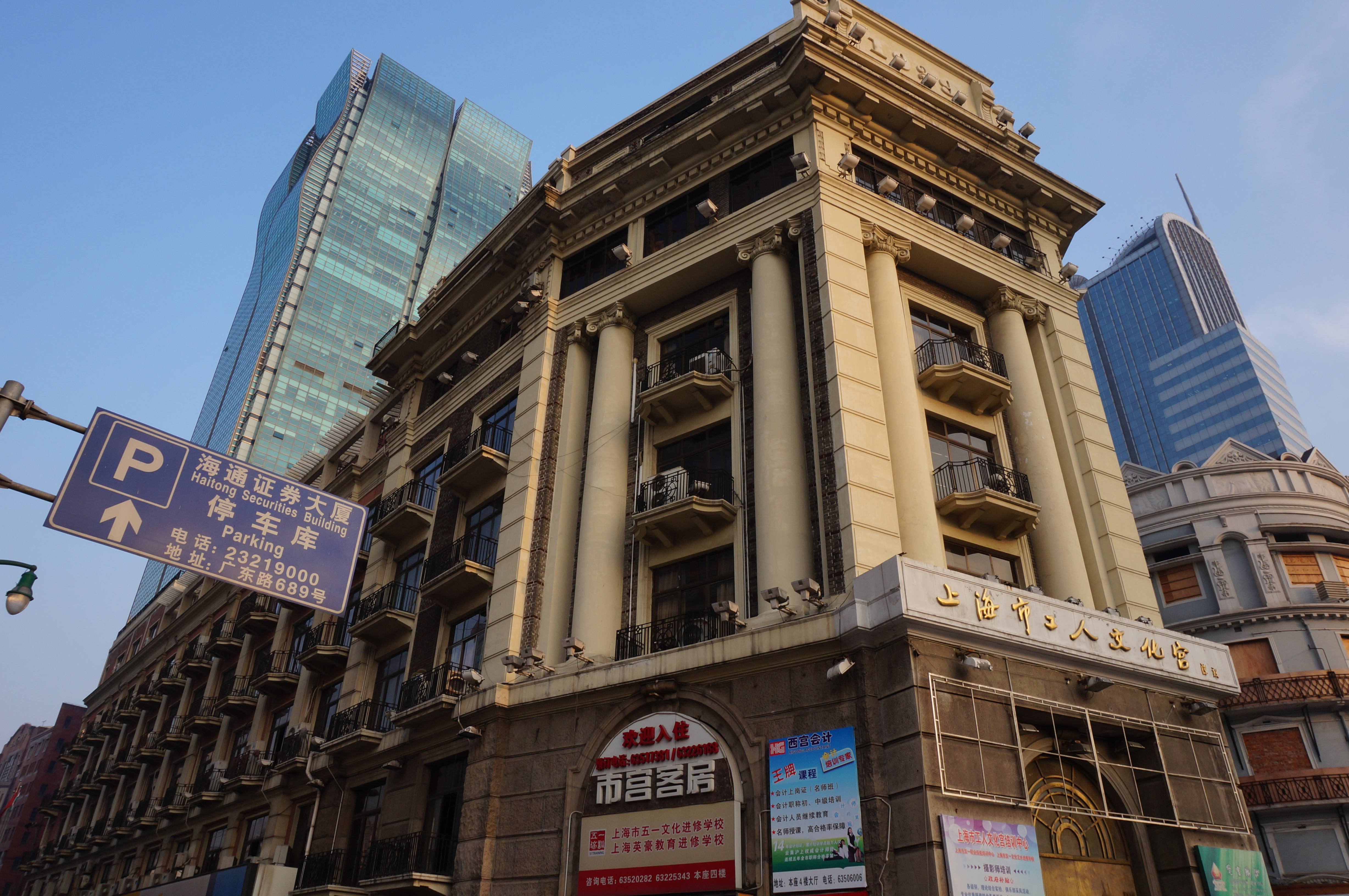
東方飯店

東方飯店（とうほうはんてん）は上海市の歴史建築であり、黄浦区西蔵中路120路にある。
この建築は1929年に竣工し、七階建ての新古典主義建築である。共産党が政権を奪取した以降、東方飯店は1950年9月30日からは上海市工人文化宮として利用されている。
東方飯店は1994年から上海市優秀歴史建築にリスト入りしている。